# Bo Jackson
Pour les articles homonymes, voir Jackson.
College Football Hall of Fame 1998
(en) Statistiques sur pro-football-reference
Vincent Edward « Bo » Jackson (né le 30 novembre 1962 à Bessemer dans l'État d'Alabama aux États-Unis, est un sportif professionnel américain.
Jackson a été un des rares sportifs à pratiquer deux sports majeurs en Amérique du Nord et un des rares à se classer parmi les meilleurs joueurs dans ces deux disciplines.
Bo Jackson a joué au baseball dans les ligues majeures de baseball (LMB) de 1986 à 1994 et au football américain dans la National Football League (NFL) de 1987 à 1990. Il a été le premier à jouer dans ces deux ligues professionnelles la même année[réf. nécessaire].
Sélectionné pour le match des Étoiles de la Ligue majeure de baseball 1989, il l'est également pour le Pro Bowl 1990 regroupant une sélection des meilleurs joueurs de la saison 1989 de la NFL.

## Carrière

### Football américain
Bo Jackson joue pendant quatre saisons au niveau universitaire au poste de running back pour les Tigers de l'université d'Auburn. En tant que freshman, il inscrit neuf touchdowns lors de sa première saison. Contre l'équipe rivale du Crimson Tide de l'Alabama, Bo Jackson convainc son entraîneur de le laisser courir en quatrième tentative pour inscrire un touchdown. Le coureur réussit son action et offre la victoire à son équipe 23 à 22. Lors de sa deuxième saison, Jackson gagne un total de 1 213 yards. Il est désigné meilleur joueur du Sugar Bowl de janvier 1984 gagné contre les Wolverines du Michigan. Bo manque la majorité de sa troisième saison à la suite de blessures mais il réussit tout de même à s'illustrer lors du Liberty Bowl de décembre 1984 au terme duquel il est désigné meilleur joueur. Pour sa dernière année universitaire, Bo Jackson gagne un total de 1 786 yards et inscrit dix-sept touchdowns ce qui lui permet de remporter le trophée Heisman 1985 désignant le meilleur joueur universitaire de la saison.
Bo Jackson est sélectionné en premier choix lors de la draft 1986 de la NFL par la franchise des Buccaneers de Tampa Bay. Le joueur, touché par une manœuvre des Buccaneers afin de le rendre inéligible au baseball, ne souhaite pas jouer pour les Buccaneers et son propriétaire Hugh Culverhouse (en). Après des menaces, il décide de ne jouer uniquement qu'au baseball en 1986. Avant la draft 1987, Tampa Bay abandonne les droits du joueur, comprenant que le bras de fer engagé ne peut lui être favorable. Les Raiders de Los Angeles le sélectionnent en 183e choix global lors du septième tour de la draft. Le propriétaire des Raiders, Al Davis, lui propose de trouver un compromis entre les deux sports. Après la fin de sa saison de baseball avec les Royals, Bo Jackson commence sa carrière professionnelle de football américain lors de la 8e semaine de la saison 1987 de la NFL.
Contre les Patriots de la Nouvelle-Angleterre, Bo Jackson gagne en huit courses un total de 37 yards. Il partage son temps de jeu avec Marcus Allen, un autre running back de grande qualité. Lors d'un Monday Night Football contre les Seahawks de Seattle, Bo Jackson gagne 221 yards et inscrit  deux touchdowns à la course et un troisième en réception.
La saison suivante, Bo Jackson joue dix rencontres pour les Raiders, gagnant à la course 580 yards et inscrivant trois touchdowns. Il gagne un total de 950 yards en 1989 puis 698 yards en 1990. Lors de cette dernière saison, il est sélectionné pour participer à son seul et unique Pro Bowl. Le 13 janvier 1991, lors de la rencontre de phase finale contre les Bengals de Cincinnati, Jackson se blesse à la hanche après une course de 34 yards. Cette blessure met un terme à sa carrière de footballeur américain.

#### Faits marquants
- Sélectionné pour le Pro Bowl 1991 ;
- Vainqueur du Trophée Heisman 1985 ;
- Vainqueur du Walter Camp Award 1985 ;
- Vainqueur du Chic Harley Award 1985 ;
- Désigné meilleur joueur de la saison 1985 par le Sporting News ;
- Désigné meilleur joueur de la saison 1985 par United Press International ;
- Désigné à l'unanimité joueur All-American en 1985 ;
- Désigné par consensus joueur All-American en 1983 ;
- Désigné athlète masculin de la Southeastern Conference (SEC) au terme de la saison 1986 ;
- Désigné meilleur joueur de la SEC en 1985 ;
- Sélectionné dans la première équipe de la SEC en 1982, 1983 et 1985 ;
- Le No. 34 porté chez les Tigers d'Auburn a été retiré ;
- Intronisé au College Football Hall of Fame en 1998.

### Baseball

#### Royals de Kansas City
Tout premier choix de la draft 1986 de la NFL, Bo Jackson est sélectionné par la franchise des Buccaneers de Tampa Bay après avoir joué au niveau universitaire pour les Tigers de l'université d'Auburn, mais il choisit plutôt d'amorcer sa carrière sportive avec les Royals de Kansas City de la ligue majeure de baseball, qui l'ont choisi au 4e tour de la draft 1986 de baseball. Jackson fait ses débuts dans cette ligue majeure le 2 septembre 1986 après avoir joué précédemment 53 matchs pour les Chicks de Memphis (en), le club-école de niveau Double-A des Royals. Il ne jouera plus en ligue mineure, sauf pour des séjours de remise en forme à la suite de blessures, et obtient un poste régulier comme joueur de champ extérieur pour Kansas City dès la saison 1987. Cette année-là, sa moyenne au bâton s'élève à .235 en seulement 116 matchs mais il démontre de la puissance au bâton avec 22 coups de circuit. Il fait compter 53 points et réussit 10 buts volés.
En 1988, Jackson frappe 25 circuits, fait marquer 68 points et vole un sommet en carrière de 27 buts. Il s'impose comme l'une des vedettes de la ligue en 1989 avec une saison de 32 circuits et 105 points produits. Il représente Kansas City au match des étoiles de mi-saison au Anaheim Stadium d'Anaheim, alors qu'il est désigné joueur par excellence de la rencontre tant pour sa performance offensive que pour ses prouesses défensives lors de la victoire 5 à 3 des étoiles de la Ligue américaine. Dès la première manche, Jackson sauve deux points en réalisant un bel attrapé au champ gauche sur une balle frappée par Pedro Guerrero. En fin de première manche, il claque un retentissant circuit à 448 pieds (137 mètres) du marbre sur une offrande du lanceur adverse Rick Reuschel. En deuxième manche, il devance un relais et est sauf au premier but pour empêcher un double jeu, ce qui donne un autre point à la Ligue américaine. Il vole par la suite le deuxième but, devenant seulement le deuxième joueur de l'histoire avec Willie Mays à réussir un circuit et un vol de but dans un match d'étoiles.
Comme c'est souvent le cas pour les bons frappeurs de coups de circuit, Jackson enregistre un total élevé de retraits sur des prises. Il mène d'ailleurs les majeures dans cette catégorie avec 172 retraits au bâton en 135 parties jouées en 1989. Jackson est de plus célèbre pour ses réactions aux retraits sur des prises : il est souvent vu retraitant vers l'abri en brisant son bâton en deux sur sa cuisse, ou même sur sa tête,.
En 1990, il égale un record des majeures (partagé par de nombreux joueurs) en frappant des circuits dans 4 passages au bâton consécutifs. Après ses trois premiers matchs en juillet, il se disloque une épaule en tentant de réaliser un jeu défensif et passe 39 jours à l'écart du jeu. De retour et dès son premier passage au bâton, il réussit ce quatrième circuit de suite, aux dépens du jeune lanceur Randy Johnson des Mariners de Seattle. Jackson affiche sa moyenne au bâton (.272), sa moyenne de présence sur les buts (.342) et sa moyenne de puissance (.523) les plus élevées en une saison complète en 1990, où il dispute 111 matchs des Royals. Il claque 28 circuits et produit 78 points, en plus d'ajouter 15 vols de buts.

#### Blessure
Le 13 janvier 1991, durant un match éliminatoire de la NFL entre les Raiders de Los Angeles (son équipe) et les Bengals de Cincinnati, Jackson est sérieusement blessé à la hanche gauche après avoir été plaqué par Kevin Walker. Cette blessure met fin à sa carrière au football. L'athlète subit une opération, compliquée par une afflux de sang dans son fémur gauche. Les médecins doivent remplacer sa hanche. Jackson promet de revenir au jeu, malgré le fait que les docteurs croient la chose impossible.
Après cette blessure, les Royals décident de ne pas honorer son contrat pour la saison de baseball 1991 et le libèrent le 18 mars. Le 3 avril suivant, il est mis sous contrat par les White Sox de Chicago. Il rate toute la saison de baseball 1992, il effectue un retour au baseball avec les White Sox le 16 avril 1993, frappant un coup de circuit à sa toute première présence au bâton contre les Yankees de New York. Il termina la saison avec 16 circuits et 45 points produits. Si sa puissance au bâton ne fut pas réellement affectée par sa blessure, il ne démontra cependant pas la rapidité d'antan. Il prit sa retraite sportive après la saison 1994 écourtée par la grève des joueurs, après avoir disputé 75 parties pour les Angels de la Californie.
Les interventions chirurgicales subies par Bo Jackson et son retour au jeu réussi lui valurent le surnom de « Bionic Bo ».

#### Faits marquants
- Sélectionné au match des Étoiles de la Ligue majeure de baseball 1989 ;
- Meilleur joueur du match des étoiles de 1989 ;
- Vainqueur du trophée du retour de l'année dans la Ligue américaine en 1993 ;
- 4 saisons d'au moins 20 circuits : 1987-1990 ;
- 1 saison d'au moins 30 circuits : 1989 ;
- 1 saison à au moins 100 points produits : 1989.

## Dans la culture populaire
À la fin des années 1980 et au début des années 1990, Bo Jackson a été le porte-parole de la société Nike, apparaissant dans de nombreuses publicités intitulées « Bo Knows (en) » (« Bo sait »). Capitalisant sur ses talents dans deux sports, on le voyait pratiquer d'autres disciplines, telles le tennis, le golf, le football, l'haltérophilie, le hockey sur glace, la luge, la course automobile, le cyclisme, le cricket, le sport équestre ou encore le surf. Il est également apparu lors de spots télévisés aux côtés notamment du boxeur George Foreman, du basketteur Michael Jordan, du hockeyeur Wayne Gretzky, du tennisman John McEnroe, du quarterback NFL Jim Everett et du baseballeur Kirk Gibson. Une publicité le montrait également avec une autre célébrité partageant le même prénom, le musicien Bo Diddley.
Le lendemain de son retour au jeu au baseball, Nike a publié une pleine page de publicité dans le magazinz USA Today, proclamant « Bo Knew » (« Bo savait »).
Bo Jackson a aussi été la vedette des jeux vidéo Tecmo Super Bowl et Bo Jackson Baseball pour la console Nintendo Entertainment System, et le jeu de football américain et de baseball Jackson's Hit and Run pour le Game Boy de Nintendo.